# Il libro della giungla (serie animata 2010)
Il libro della giungla (The Jungle Book) è una serie animata in CGI ispirata alle storie di Mowgli contenute ne Il libro della giungla e Il secondo libro della giungla di Rudyard Kipling. Contrariamente alla serie anime del 1989, la cui trama generale appariva un ampliamento dei romanzi, qui gli episodi sono auto-conclusivi e le vicende si distaccano dai libri, pur mantenendone i personaggi.
Prodotta dalla DQ Entertainment in associazione con ZDF Tivi/ZDF Enterprises, MoonScoop, Universal Pictures e Disney Channel la serie va in onda a partire dal 19 novembre 2010 su Disney Channel Asia e TF1.
La versione italiana è stata curata dalla DVD Digital Video Dubbing, con Luciano Setti come dialoghista e Francesco Marcucci come direttore del doppiaggio; è andata in onda su Rai 2 a partire da marzo 2011, per poi essere riproposta su Boomerang a partire da gennaio 2012. Nella versione italiana la voce di Kaa è di Sergio Tedesco, già doppiatore del personaggio nel film Disney del 1967. Dopo la morte di Sergio Tedesco, Kaa viene doppiato da Oliviero Dinelli.

## Trama
La serie segue le avventure di Mowgli, il "cucciolo d'uomo" allevato dai lupi e dei suoi amici animali Baloo e Bagheera, in lotta contro la tigre Shere Khan nella giungla indiana.

## Personaggi
- Mowgli, il ragazzino protagonista della serie. Indossa un perizoma di foglie ed un ciondolo con un artiglio di tigre. Capace di parlare a tutti gli animali, finisce spesso nei guai, ma riesce a cavarsela grazie alla sua intelligenza e all'aiuto dei suoi amici.
- Baloo, l'orso maestro di Mowgli, a cui insegna a sopravvivere nella giungla. Nella serie indossa un paio di occhiali e cammina costantemente su due zampe; è saggio ma pigro, come nel romanzo.
- Bagheera, la pantera nera amica di Mowgli. Nella serie è blu con qualche macchia scura e analogamente al libro, non è severo, al contrario della versione Disney.
- Akela, il capo dei lupi. È grigio con sopracciglia bianche e le parti superiori anch'esse bianche.
- Daruka e Raksha, la coppia di lupi che ha adottato Mowgli quando era un bambino.
- Lali e Bala, sono altri due membri del branco di lupi figli di Daruka e Rasha e fratelli adottivi di Mowgli.
- Kaa, il pitone. Pigro ed irritabile, è comunque disposto ad aiutare Mowgli e gli altri personaggi.
- Hathi, un elefante indiano. Mentre nel romanzo era vedovo con tre figli, qui ha una compagna, Kachini, e due cuccioli, Appu e Heetah.

### Antagonisti
- Shere Khan, la tigre, principale nemico di Mowgli, che tenta sempre di mangiare. Ha una cicatrice sull'occhio sinistro.
- Tabaqui, lo sciacallo, spia e servo di Shere Khan. È infido e vigliacco.
- Phaona, un lupo dal pelo rossiccio che odia Mowgli e cerca spesso di farlo cacciare dal branco, senza mai riuscirci.
- Jacala, un coccodrillo che tenta di divorare chiunque cada nel fiume. Anch'egli è alla ricerca di Mowgli come preda.
- Kala, una pantera nera rivale di Bagheera, e che, come Shere Khan e Jacala, è spronato dal desiderio di divorare Mowgli. Non compare nei libri.
- Bandarlog, un gruppo di scimmie che infastidiscono Mowgli e gli altri animali. Vivono in una città abbandonata guidate dalla loro "regina" Masha.

### Personaggi secondari
- Darzee, un uccellino rosso amico di Mowgli, è molto smemorata.
- Ikki, un istrice.
- Rikki-Tikki-Tavi, una mangusta.
- Oo e Boo, due vecchie tartarughe.
- Thu, un cobra nero.
- Ponya, un panda rosso. Non compare nei libri.
- Chil, un nibbio.

## Episodi
| Stagione         | Episodi | Prima TV USA | Prima TV Italia |
| ---------------- | ------- | ------------ | --------------- |
| Prima stagione   | 52      | 2010         | 2011            |
| Seconda stagione | 52      | 2015         | 2016            |

## Doppiatori

### Doppiatori originali
- Emma Tate: Mowgli
- Jimmy Hibbert: Baloo
- Sam Gold: Bagheera; Tabaqui
- David Holt: Shere Khan
- Joseph J. Terry: Kaa; Akela
- Phil Lollar: Hathi
- Teresa Gallagher: Darzee
- Nigel Pilkington: Phaona

### Doppiatori italiani
- Alex Polidori: Mowgli
- Bruno Alessandro: Baloo
- Fabrizio Manfredi, Ezio Conenna: Bagheera
- Roberto Draghetti: Shere Khan
- Sergio Tedesco (1^ voce), Oliviero Dinelli (2^ voce): Kaa
- Sergio Di Giulio: Hathi
- Gerolamo Alchieri: Akela
- Alessio Nissolino: Tabaqui
- Fabrizio Picconi: Phaona
- Micaela Incitti: Darzee
- Alessandra Grado: Raksha
- Giulia Tarquini: Lali
- Manuel Meli: Bala
- Stefano Billi: Daruka
- Ilaria Latini: Langur
- Stefano Mondini: Jacala
- Ambrogio Colombo: Oo
- Emanuela Baroni: Ganjijni
- Lorenzo D'Agata: Appu
- Camilla Marcucci: Hita